# Нерль (приток Волги)
Нерль — правый приток Волги, имеющий своим истоком Сомино озеро (Ярославская область). Впадает в Волгу в Калязинском районе Тверской области. Другие названия: Нерль Волжская, Нерль Большая, в отличие от другой Нерли (Клязьменской, Малой).
Длина — 112 км, площадь водосборного бассейна — 3270 км². На территории Тверской области подтоплена Угличским водохранилищем. Средний срок вскрытия — 10 апреля, замерзания — 26 ноября. Средний годовой расход воды — 12 м³/сек. Высота истока — 134,7 м над уровнем моря.
Используется для судоходства (40 км от устья) и туризма.
В устье реки — остатки древнего города Кснятина (ныне — село Скнятино).
Участок между Плещеевым озером и озером Сомино называется Вёксой и не является частью Нерли.
Чуть ниже по течению от села Андрианово в деревне Хороброво построена Хоробровская малая ГЭС мощностью 0,18 МВт и выработкой до 1 млн кВт·ч в год.

## Этимология
В основе гидронима Нерль древний озёрно-речной термин «нер-» (ср. озеро Неро); формант «-ль» может рассматриваться как краткая форма речного термина «лей», принадлежавшего древнему финно-угорскому населению. Возможно и более древнее, дофинское происхождение из индоевропейского языка, близкого к балтийским: основа «нер» сопоставима с литовским nara «поток», а литовский суффикс «-el» может отражаться в виде «-ль-». Одноимённость притока Волги и притока Клязьмы, почти соприкасающихся верховьями, рассматривается как топонимическое свидетельство их использования в качестве водного пути из Новгорода в Суздаль и Владимир или даже в целом на пути «из варяг в арабы».

## Притоки
- Кубрь
- Вьюлка
- Сабля

## На берегу Нерли
- Евстигнеево
- Копнино
- Святово
- Андрианово
- Елпатьево
- Селищи
- Луки
- Нерль
- Поречье
- Капшино
- Медвежье
- Скнятино

## Список рек бассейна Нерли
Систематический перечень рек бассейна. Формирование перечня проходило по принципу: река — приток реки — приток притока и так далее. Порядок притоков отсчитывается от истока к устью. Включены все притоки, именованные на топокартах масштаба 1:10000, указаны листы карты, на которых показаны реки
- оз. Сомино O-37-114
  - Вёкса O-37-114
    - оз Плещеево O-37-114

  - ← Мелника O-37-114
- → Сержа O-37-114
- ← Поповка O-37-114
- ← Углас O-37-113
- → Гришинка O-37-113
- → Кубрь O-37-126, O-37-125, O-37-113
  - → Енка O-37-126
  - → Сабля O-37-126
    - → Анжа O-37-126

  - ← Заболотная O-37-113, O-37-114
  - ← Шидолба O-37-113
  - ← Дубец O-37-113, O-37-114
  - → Янцырь O-37-113
  - ← Игобла O-37-113, O-37-114
    - → Змейка O-37-114
    - → Талица O-37-114

  - ← Нучка O-37-113
  - ← Ленидовская O-37-113
  - → Мечка O-37-113
    - ← Шуста O-37-113
- → Пылаиха O-37-113
- ← Меленка O-37-113
- ← Сабля O-37-102, O-37-101
  - ← Хорхоринка O-37-102
    - ← Танга O-37-102

  - ← Тыболка O-37-101
  - ← Чернушка O-37-101
  - ← Мирюха O-37-101
  - ← Работка O-37-101
  - → Кисьма O-37-102, O-37-101
    - → Светишонка O-37-102
    - ← Безделиха O-37-102
    - → Чёрная O-37-101, O-37-102
    - ← Мошница O-37-101
      - ← Яковлевская (образует Мошницу) O-37-101
      - → Каменка (образует Мошницу) O-37-101
        - → Мошенка (образует Мошницу) O-37-101

    - ← Ворговаш O-37-101

  - → Сольба O-37-114, O-37-113, O-37-101
    - ← Леоновская O-37-102, O-37-114
      - ← Рыбинка O-37-102

    - ← Егобыжа O-37-102, O-37-114
    - ← Горбовка O-37-102, O-37-101, O-37-113
    - ← Гусевка O-37-101, O-37-113
    - → Чёрная O-37-101

  - → Волинка O-37-113
    - → Березовка O-37-113

  - ← Еруниха O-37-101
- → Вьюлка O-37-112, O-37-113, O-37-101, O-37-100
  - ← Мольха O-37-112
    - → Безымянный (образует Мольху) O-37-113, O-37-112
    - ← Овражки (образует Мольху) O-37-113, O-37-112
    - → Чёрная O-37-112

  - ← Пеша O-37-113
- ← Втовка O-37-101, O-37-100
- ← Протомой O-37-100
- → Ночь O-37-100
- ← Ира O-37-100